# Ashley Roberts
Ashley Roberts  (Phoenix, 14 september 1981) is een Amerikaanse popzangeres en fotomodel. Ze is voormalig lid van de Pussycat Dolls

## Biografie
Ashley begon al te dansen toen ze 3 jaar oud was. Toen ze 8 jaar oud was begon ze met zingen. Haar vader was drummer bij The Mamas and the Papas. 
Nadat ze haar school had afgemaakt schreef ze zich in bij een modellenbureau, waarna ze te zien was in verschillende reclames en videoclips van onder andere Counting Crows.

## Pussycat Dolls
Zes maanden nadat ze te zien was in de clip van Counting Crows kwam ze bij de groep Pussycat Dolls.
In 2010 is het bekend geworden dat Ashley the Pussycat Dolls heeft verlaten.